# Daniele Cremonesi
Daniele Cremonesi (Roma, 13 dicembre 1987) è un nuotatore italiano, specializzato nello stile rana.
È stato vicecampione italiano 2009 e campione europeo vasca corta (4x50 mista) Szczecin (Polonia) 2011.

## Palmarès
- Europei in vasca corta

Stettino 2011: oro nella 4x50m misti.